# De gebroeders Karamazov
De gebroeders Karamazov (Russisch: Братья Карамазовы, Brat'ja Karamazovy) is de laatste roman van de Russische auteur Fjodor Dostojevski. De schrijver besteedde bijna twee jaar aan het werk, dat van januari 1879 tot november 1880 serieel werd gepubliceerd in 'De Russische Heraut' ('Ру́сский ве́стник'). Dostojevski stierf minder dan vier maanden na de publicatie.
Het is een filosofische en psychologische roman die zich afspeelt in het 19e-eeuwse Rusland en die diep ingaat op debatten over God, de vrije wil en ethiek. De plot draait rond het thema van oudermoord. Sinds de publicatie wordt het geprezen als een van de belangrijkste boeken uit de wereldliteratuur.
De grootinquisiteur van Sevilla (deel II, boek 5, hoofdstuk 5; II-5.5) is het beroemdste hoofdstuk van De gebroeders Karamazov en wordt algemeen beschouwd als een hoogtepunt in de wereldliteratuur. Er is een apart  artikel aan gewijd.

## Plot
Het verhaal gaat over de familie Karamazov, een vader en zijn drie zonen (en mogelijk een vierde onwettige zoon, maar deze speculatie wordt nooit bevestigd.) Rond augustus 1866 komt het gebroken gezin na lange tijd voor het eerst voltallig samen bij vader Fjodor. Na de dood van hun moeders had deze niet omgekeken naar zijn drie zonen Dmitri, Ivan en Aleksei. Daardoor zijn ze uiteen gegroeid en heel verschillend van karakter. Aleksei wil nu het graf van zijn moeder zien en in het klooster treden, Dmitri heeft onenigheid met zijn vader over een erfeniskwestie en Ivan heeft een oogje op de verloofde van Dmitri. De echte dynamiek van het verhaal wordt in gang gezet wanneer vader Fjodor en zoon Dmitri een bittere strijd uitvechten voor de femme fatale Groesjenka. Dostojevski zet de zaak verder op scherp met diepgaande maatschappelijke, theologische en psychologische beschouwingen. 

## Vertelinstantie
Het verhaal van de gebroeders Karamazov wordt verteld vanuit het standpunt van een biograaf die de gebeurtenissen in het fictieve stadje Skotoprigonjevsk rond het jaar 1866 van dichtbij meegemaakt heeft. In het voorwoord geeft deze verteller aan dat Aljosja zijn hoofdpersonage is, omdat juist hij de kern van het geheel in zich draagt. Na de gebeurtenissen zal Aljosja als het ware de wereld van de lezer binnenstappen, want naast deze roman is er nog een tweede roman, de belangrijkste, waarin mijn held optreedt binnen ons eigen tijdsbestek. Op de eerste pagina weet de lezer al dat Fjodor Karamazov een tragisch en duister einde zal kennen. Het proces Karamazov trok de aandacht van heel Rusland; alle kranten en tijdschriften hadden het erover. Het zou een rijk schouwspel worden. Maar ik doe u evengoed het gerechtvaardigde voorstel aan de hand de roman al bij de eerste episode in de hoek te gooien.

## Belangrijkste personages

### Fjodor Karamazov, de vader
Fjodor Karamazov, de vader, is een 55-jarige sluwe sjacheraar van adellijke komaf die drie zonen heeft verwekt tijdens zijn twee huwelijken. Er wordt gesuggereerd dat hij ook de vader is van een onwettige zoon, Pavel Fyodorovich Smerdyakov, die hij als zijn dienaar in dienst heeft. Fjodor interesseert zich niet voor zijn zonen, die bijgevolg gescheiden van elkaar en van hun vader leven. De relatie tussen Fjodor en zijn volwassen zonen bepaalt voor een groot deel het verloop van het verhaal in de roman. Hij laat bij zijn overlijden 200.000 roebel na in baar geld.

### Adelaïda Mioesova, zijn eerste vrouw
Adelaïda Mioesova stamt uit een rijk en adellijk geslacht van landheren. De klaploper Fjodor Karamazov weet zich, met het oog op zijn carrière, bij een familie van aanzien in te wurmen. Hij maakt haar meteen haar bruidsschat van 25000 roebel afhandig en zij geeft toe aan zijn afpersingspraktijken. Ze leiden samen een wanordelijk leven met onophoudelijke scènes. De echtelieden raken voortdurend slaags, maar de klappen vallen uitsluitend van haar kant, want ze is een heetgebakerde tante. Ze laat hem in de steek en sterft kort daarop in Sint-Petersburg. Fjodor legt dadelijk een harem in zijn huis aan met complete drankorgieën. Hij maakt van zijn huis een hol van ontucht. Haar neef Pjotr Mioesov neemt de opvoeding van de drie jaar oude Dmitri op zich.

### Sofja Ivanovna, zijn tweede vrouw
Fjodor hertrouwt al vrij spoedig met de onbemiddelde Sofja Ivanovna, aangetrokken door haar opvallende schoonheid en onschuldig voorkomen. Ze getuigt van een onwaarschijnlijke onderworpenheid en bescheidenheid. In het bijzijn van zijn vrouw haalt hij allerlei vrouwen over de vloer en zet hij orgieën op touw. Sofja lijdt aan een nerveuze vrouwenziekte van epileptische aard. De ontzettende hysterische aanvallen beroven haar soms van het verstand. Ze bidt heel veel tot God en vereert iconen. Bij haar dood is Ivan zeven jaar en Aleksei nog geen vier jaar oud. Fjodor laat hen aan hun lot over en ze belanden bij zijn knecht. Na drie maanden komen de kinderen terecht bij een generaalsweduwe en later bij haar erfgenaam. Bij hun vader is geen cent los te krijgen voor hun opvoeding.

### Lizaveta Smerdjasjtsjaja, bijgenaamdstinkend Liesje
Lizaveta Smerdjasjtsjaja wordt door Dostojevski beschreven als een 20-jarige gekkin die door de straten van de stad zwerft: een van die heilige dwazen die in Rusland onaantastbaar zijn als kinderen Gods. Haar hele leven loopt zij rond op blote voeten en in een linnen hemd. Ze slaapt op de grond, in kerkportalen of in een moestuin en voedt zich met niets anders dan zwart brood en water. Ze kan geen woord spreken en bulkt dan iets uit dat op loeien lijkt.
Ten tijde van het overlijden van zijn eerste vrouw verdedigt een boemelende Fjodor Karamazov de vrouwelijkheid van Lizaveta tegenover andere drinkebroers. Voor hem heeft er nog nooit een lelijke vrouw bestaan. Mogelijk is Fjodor daarom degene die haar zwanger gemaakt heeft. Op een gegeven moment verschaft ze zich toegang tot zijn badhuisje, brengt een kind ter wereld en sterft tegen de morgen. Het jongetje wordt Smerdjakov genoemd naar de bijnaam van zijn moeder en opgevoed door de knecht.

### Dmitri Karamazov
Dmitri Fyodorovich Karamazov (ook bekend als Mitya, Mitka, Mitenka, Mitri) is de oudste zoon van Fyodor Karamazov en de enige nakomeling van diens eerste huwelijk met Adelaida Ivanovna Mioesova. Dmitri wordt afgeschilderd als een zinnelijk mens die net als zijn vader zijn geld verbrast aan champagne, vrouwen en ander plezier. Dmitri komt in contact met zijn familie wanneer hij als luitenant buiten dienst in geldnood verkeert. Bovendien vermoedt hij dat zijn vader een deel van de erfenis voor hem achterhoudt. Hij was verloofd om met Katerina Ivanovna te trouwen, maar breekt dat af nadat hij verliefd op Grushenka was geworden. Dmitri's relatie met zijn vader escaleert tot geweld als hij en zijn vader beginnen te vechten om dezelfde vrouw, Grushenka. Hoewel hij een goede relatie heeft met Ivan, staat hij het dichtst bij zijn jongere broer Alyosha, die hij zijn "cherubijntje" noemt. Zijn motto is: "Alles is geoorloofd".

### Ivan Karamazov
Ivan Fyodorovich Karamazov (ook bekend als Vanya, Vanka en Vanechka) is de 24-jarige middelste zoon en het eerste kind uit Fyodors tweede huwelijk met Sofia Ivanovna. Hij is enorm begaan met het zinloze lijden in de wereld. Zo zegt hij tegen Alyosha in het hoofdstuk "Opstand": "Het is niet God die ik niet accepteer, Alyosha, alleen geef ik hem het ticket met alle respect terug." Hiermee bedoelt hij dat de prijs die in het vooruitzicht wordt gesteld voor het lijden op aarde hem te hoog is, en hij veruit onbeantwoord lijden verkiest.
Van jongs af aan is Ivan nors en geïsoleerd. Zijn vader vertelt Alyosha dat hij Ivan meer vreest dan Dmitri. Enkele van de meest memorabele en veelgeprezen passages van de roman betreffen Ivan, waaronder het hoofdstuk "Opstand", het opvolgend hoogtepunt is zijn gedicht "De grootinquisiteur van Sevilla" en zijn nachtmerrie van de duivel. Ivans relatie met zijn vader en broers is in het begin nogal oppervlakkig. Hij walgt eigenlijk van zijn vader en voelt geen genegenheid voor Dmitri. Voor Alexei voelt hij evenmin diepe genegenheid. Tegen het einde van de roman wordt zijn relatie met zijn broers echter gecompliceerder. Ivan wordt verliefd op Katerina Ivanovna, die verloofd was met Dmitri. Zij zal pas veel later zijn gevoelens beantwoorden. Dmitri noemt hem een sfinx.

### Aljosja
Alexei Fyodorovich Karamazov (ook bekend als Alyosha, Alyoshka, Alyoshenka, Alyoshechka, Alexeichik, Lyosha en Lyoshenka) is met zijn 20 jaar de jongste van de gebroeders Karamazov. Als kind van Karamazovs tweede vrouw is hij de volle broer van Ivan. De verteller wijst hem in het eerste hoofdstuk al meteen aan als de held van de roman, net als de auteur dat doet in het voorwoord. Hij wordt beschreven als buitengewoon sympathiek. Aan het begin van de gebeurtenissen is Alyosha een novice in het plaatselijke Russisch-orthodoxe klooster. Zijn geloof staat in sterk contrast met het atheïsme van zijn broer Ivan. Zijn leraar, vader Zosima, en de abt sturen hem de wereld in, waar hij betrokken raakt bij de smerige zaakjes van zijn familie. In een aparte verhaallijn raakt Alyosha bevriend met een groep schooljongens, en het lot dat hen is beschoren zal zorgen voor een hoopvolle boodschap aan het einde van de roman.

### Pavel Smerdjakov, de onwettige zoon
Pavel Smerdjakov (24 jaar) is een buitenechtelijke zoon van Fjodor Karamazov. Als kind was hij een onhandelbaar jochie wiens meest geliefde spel het ophangen van katten was. Hij is verschrikkelijk eenzelvig en zwijgzaam, heeft het op niemand begrepen en voelt geen behoefte om zich bij een groep aan te sluiten. Hij doet niets anders dan vragen en uithoren, maar geeft zelf nooit antwoord. Geloven doet hij niet. Hautain en kieskeurig, maar zijn grenzeloze eigenliefde is van gekwetste aard. Zijn voorkomen is onberispelijk, gekleed als een echte dandy. Hij lijdt aan epilepsie, van heel licht tot werkelijk ontzettend zwaar. De dag voor het proces hangt hij zich op, na een drietal ruzieachtige bezoeken door Ivan. Daarin bekent hij de moord en de diefstal van de 3000 roebel. Hij geeft het geld af aan Ivan. Voor mijn part hadden ze me in de moederschoot mogen mollen, zo zegt hij al eerder tegen zijn buurmeisje Marja.

### Katerina Ivanovna, de verloofde van Dmitri
Katerina Ivanovna is een schoonheid van een rijke adellijke familie. Haar vader is kolonel en superieur van Dmitri. Wanneer haar vader financieel in de knoei zit, wil Mitja 4.500 roebel geven als Katerina er persoonlijk om zou komen. Ze vertelt dat ze toen een heel diepe buiging voor hem maakte tot op de grond. Niemand weet wat er precies gebeurd is. Had ze als maagd de heren cavaliers afgelopen voor centen? Is ze haar schoonheid komen verkopen? Hun allereerste ontmoeting is in haar hart blijven steken als een grove belediging. Niettemin komt er drie maanden later een verloving tot stand. Mitja is naar zijn geboortestad teruggekomen en er verliefd geworden op Groesjenka. Wees geworden komt zijn verloofde Katerina daar ook wonen op een ander adres. Katerina geeft hem drieduizend roebel om ze via de post over te maken aan haar zus. Deze roebels zullen later cruciaal zijn voor het verhaal.

### Agrafena Svetlova, bijgenaamd Groesjenka
Agrafena Svetlova is een gewone knappe vrouw van 22 jaar, in geen enkel opzicht uitzonderlijk, maar haar vormen lijken wel op een Venus van Milo. Vanwege haar geringe opvoeding heeft ze platvloerse begrippen van fatsoen. Ze leidt een oerzuinig leven en heeft een eigen kapitaaltje bij elkaar geschraapt. De gehaaide zakenvrouw koopt schuldbekentenissen op die haar soms het tienvoudige opleveren. Naar aanleiding van zo'n zaakje komt ze in contact met Fjodor Karamazov.
Op haar zeventiende heeft de Poolse officier Moessjalovitsj haar verleid en dan laten zitten. Ze is tot over haar oren verliefd geweest, heeft hem alles gegeven en houdt nog steeds van hem, enkel en alleen van hem, zoals ze dat altijd gedaan had. Misschien houdt ze wel het meest van de belediging die haar aangedaan was. Die tranen van vijf jaar lang zijn mijn dierbaarste bezit. Momenteel is hij geen officier meer, maar een douanebeambte in Siberië ergens aan de Chinese grens. Of is de 40-jarige Pool zelfs zijn betrekking kwijt? De oude koopman Koezjma Samsonov heeft haar uit de miserie en de armoede gehaald. Al vier jaar neemt hij haar openlijk onder zijn hoede. Hij zendt haar geld en geschenken en is de enige die zich op haar gunsten kan beroemen. Samsonov is zwaar ziek en staat op het punt naar de andere wereld te verhuizen. Hij heeft nog een soort vaderlijke verhouding met Groesjenka, niet meer de verhouding zoals vroeger. Voor de rest is ze allesbehalve toegankelijk.
Wanneer Mitja zich eveneens als minnaar presenteert, is het uit met Samsonovs plezier. Mitja wordt wild van de 'welving van dat lijf' en smijt duizenden roebels aan haar weg. Met de drieduizend roebel van Katerina Ivanovna zijn ze samen naar Mokroje gegaan, zo'n 25 km hier vandaan, om twee dagen aan één stuk te fuiven. Mitja koopt de winkel leeg, loopt met geld te zwaaien. Hij scharrelt zigeuners en zigeunerinnen op, giet de hele boerenkluit vol met champagne en laat de duizendjes rollen. Toch heeft hij alleen maar gedaan weten te krijgen dat hij haar voetje mag kussen; meer heeft ze niet willen toestaan.
Ze heeft een neef Rakitin, seminarist in hetzelfde klooster als Aljosja. Hij is een gewetenloze opportunist en ontvangt te pas en te onpas geld van haar. Hij loopt als een rode draad door het verhaal van de gebroeders heen en is redelijk goed bevriend met Aljosja.

### Starets Zosima, de priestermonnik
Starets Zosima is een 65-jarige priestermonnik die over bijzondere spirituele en wonderdadige krachten zou beschikken. Hij woont in zijn kluizenaarsverblijf, een paar honderd meter van het klooster vandaan. Zosima stamt uit een geslacht van grootgrondbezitters en heeft bijna acht jaar gediend in het kadettencorps van Sint-Petersburg. Hij veranderde er in een verwilderd en ruw wezen dat prat ging op zijn zuippartijen, uitspattingen en avonturen. Hij had een liefdesrivaal tot een duel uitgedaagd. Zijn tegenstander had een schot gelost dat was afgeschampt op zijn wang en Zosima had het pistool het bos in geslingerd. Hij diende zijn ontslag uit het leger in en zou in het klooster treden. De starets is vrijwel altijd opgewekt in de omgang.
De pelgrims stromen uit heel Rusland naar het klooster van Skotoprigonjevsk. Staretsen komen maar in zeer weinig kloosters voor. Schreiend van ontroering vallen ze voor hem op de knieën, en kussen jammerend zijn voeten. Ze komen om hun twijfels, zonden en leed te biechten en om raad en geestelijke bijstand vragen. De starets onderhoudt zich met hen, geeft zijn zegen en spreekt een kort gebed over hen uit, dat een zedelijke wedergeboorte naar morele vervolmaking inhoudt. Een heilig man is een vertroosting voor een gekwelde ziel. Een leerling van de starets doet afstand van zijn eigen wil en geeft deze in volledige gehoorzaamheid aan hem over in de hoop dat hij na langdurige beproevingen de volmaakte vrijheid zou bereiken. De leerling heeft een onverbrekelijke band met zijn starets. Hij moet voortdurend biechten en niemand kan hem van zijn gehoorzaamheid ontslaan. De zwijgende meerderheid van de tweehonderd monniken is gekant tegen starets Zosima en het staretsendom in het algemeen. Ze houden het voor een gevaarlijke nieuwlichterij. Omdat hij een hele schare genegen volgelingen rond zich heeft verzameld, haalt hij zich de jaloezie van vele anderen op de hals.
Aljosja is zo'n leerling, met heel zijn ziel aan de starets verknocht. Hij is de beste mens ter wereld! Ze zijn zeer op mekaar gesteld en wonen samen in het kluizenaarsverblijf. De starets oefent een overweldigende invloed uit op Aljosja. Zijn geestdrift neemt steeds toe: Het hart van de starets bevat de macht die ten slotte de gerechtigheid op aarde zal verwezenlijken. En dan zal iedereen heilig zijn en zal men elkander lief hebben en er zal geen rijk zijn en geen arm, noch hooggeplaatsten noch vernederden, maar allen zullen kinderen Gods zijn en het waarachtige Rijk van Christus zal aanbreken.
Op de dag van zijn overlijden waarschuwt hij Aljosja nadrukkelijk voor het onheil dat zijn oudste broer te wachten staat. Hij roept hem nogmaals op hem snel te vinden. Laatstgenoemde tekent de nagelaten leer van de starets op en zijn overtuiging dat: "God Rusland zal redden."
De heilige startsi Ambrosius en Makarius van Optina Poestin stonden centraal voor de figuur van de starets Zosima, alhoewel Dostojevski zei dat hij voornamelijk geïnspireerd was door het leven van de heilige Tichon van Zadonsk.

## Aanloop

### De Karamazovs komen voor het eerst voltallig bijeen
De jongste zoon Aljosja ziet men het eerst in de stad. Hij heeft zijn gymnasium onderbroken om naar zijn vader te gaan. Hij lijkt erg op zijn moeder en voelt zich emotioneel sterk met haar verbonden. Niet lang nadat hij het graf van zijn moeder ontdekt heeft, wil hij in het klooster treden. Starets Zosima heeft duidelijk een bijzondere indruk op hem gemaakt. Aljosja wil al een jaar in het klooster wanneer de andere broers aankomen. Er ontstaat een hoogoplopende ruzie tussen vader Fjodor en Mitja over een erfeniskwestie. Mitja heeft daar reeds in Moskou over gecorrespondeerd met Ivan die zo Katerina Ivanovna heeft leren kennen: Ivan wilde eerst geen enkele poging doen om met zijn vader in contact te komen, maar kwam toen toch plotseling opduiken. Ze hadden een paar maandjes samen geleefd en konden toen zelfs goed met elkaar opschieten. Fjodor was enthousiast geweest over Ivan: Dit is mijn zoon, vlees van mijn vlees, mijn meest beminde vlees!
Mitja komt het laatst naar zijn geboortestad en woont niet bij zijn vader in. Hij geeft zich in de stad over aan een buitengewoon losbandig leven met zuippartijen en rokkenjagerij. Aljosja kan beter overweg met Mitja dan met Ivan. Ivan stelt zich op als een verzoener tussen vader en oudste broer, maar eigenlijk is hij volledig in beslag genomen door zijn eigen af te werken affaires. Ik had mijn eigen zaken met Katerina. Ik was werkelijk verliefd op die dame. Dat is nu gebeurd en ik ga ervandoor.

### Vader en zoon vechten om een erfenis
Vader Fjodor heeft de erfenis van moederszijde aan zijn zoon Mitja ontstolen. Het dorpje Tsjermasjnja behoort hem immers toe als moederlijk erfdeel. Jaren achter elkaar heeft Fjodor hem geld gezonden. Bij de laatste zesduizend roebel heeft Mitja een formele afstandsverklaring getekend. Dit betekent dat hij geen verdere eisen meer kan stellen omdat zijn vader hem juridisch gezien niets meer schuldig is. Mitja komt echter terug op deze bindende overeenkomst en wil er nog drieduizend uit peuren. Pas dan zou het echt afgelopen zijn. Hij heeft namelijk uitgerekend dat hij nog maar zeventienduizend roebel heeft losgekregen en het dorpje er misschien wel vijfentwintig duizend waard is. Hij zou de oude daarvoor een proces kunnen aandoen, maar het is zijn vader die een proces tegen hem aanhangig maakt en zijn zoon in de gevangenis wil steken.
Tegen het einde van augustus vindt in de cel van de starets een familiesamenkomst plaats van alle leden van dit disharmonisch gezin. De onenigheid tussen Mitja en zijn vader bereikt een hoogtepunt en deze reünie die was bedoeld om op een fatsoenlijke manier tot een overeenkomst te komen ontaardt in schaamteloze bekvechterij tussen vader en zoon.

## Vader en zoon vechten om een vrouw
Vader Fjodor en zoon Mitja zijn aan dezelfde vrouw verslingerd. De liefdesrivalen vechten een verbeten strijd uit voor Groesjenka, hoewel ze haar een verleidster, straatmeid en helledier noemen. De vader: Waar is ze, waarom is ze er niet? Wanneer komt ze nou? De zoon: Waarom is ze niet gekomen, komt ze nu gauw? Die twee gedragen zich stapelgek, kinderen zijn er niets bij. Fjodor heeft een envelop met drieduizend roebel klaar liggen voor haar, voor het geval zij wil komen. Vanuit de tuin van de buren houdt Mitja 's avonds alles nauwlettend in de gaten. Hij wacht tot Groesjenka verschijnt om erop af te stormen. De zenuwen staan gespannen. Opeens komt Mitja het huis van zijn vader binnen stormen: Ze is hier! Zeg op, waar is zij?, maar Groesjenka is er niet. Hij slaat zijn vader met een krachtige dreun tegen de vloer en schopt hem twee of drie keer met de hak in het gezicht. De oude heer is daardoor zo bang geworden dat hij zich voortdurend opsluit. Hij wil eerst de stem van de bezoeker horen voor hij open deed. Groesjenka laat ze allebei in de kou staan, jut ze nog wat op en kijkt toe waar het meeste te halen is. Ze brengt hen voor de grap het hoofd op hol en laat ze naar haar pijpen dansen.
Vader en zoon maken de knecht Smerdjakov tot hun spion. Enerzijds geniet hij, als enige die mijnheer op dit ogenblik bedient, het vertrouwen van Fjodor. 's Nachts moet hij het huis verlaten en de wacht houden tot middernacht en nog langer. Het afgesproken klopsignaal van twee lange tikken en drie korte betekent dat Groesjenka komt. Anderzijds houdt hij Mitja op de hoogte van alles wat er thuis voorvalt. Mitja weet van de klopsignalen, omdat Smerdjakov ze hem heeft verklapt. Enkel uit angst. Ik ben als de dood voor meneer. Mitja heeft de knecht al eens bedreigd: Als je haar voorbij laat glippen en me niet vertelt dat ze er is, maak ik je van kant.
Ivan Karamazov is ook betrokken partij. Hij vreest dat zijn vader met Groesjenka zal trouwen. Dat mens zou met al zijn geld kunnen weglopen zodat er na de dood van zijn vader geen rode roebel meer overblijft. Nu valt elk van de gebroeders veertigduizend roebel toe, want er is nog geen testament opgemaakt. Ivan probeert tevens Mitja zijn verloofde afhandig te maken. Mitja vindt dat echter niet erg, want hij heeft enkel oog voor Groesjenka. Zijn verloofde Katerina Ivanovna wil Mitja redden, voor altijd. Ze wil hem voor niets ter wereld opgeven en haar hele leven aan hem opofferen. Ongeacht zijn ontrouw zou ze hem altijd trouw blijven. Het lijkt wel alsof hoe meer hij haar vernedert, hoe meer ze van hem houdt. Ivan beseft dat Katerina nooit van hem heeft gehouden.

### Ontmoeting van Smerdjakov en Ivan Karamazov
Smerdjakov spreekt Ivan aan op een toon alsof er tussen hen iets van geheime aard bedisseld is. Er heerst tussen hen een heel speciaal soort weerzinwekkende familiariteit. Ik ben er zeker van dat ik morgen een langdurige toeval krijg, mijnheer. Ik word misschien nog eens medeplichtig gehouden, als Mitja zich aan uw vader mocht vergrijpen. Omdat ik hem die geheime tekens in het grootste geheim heb medegedeeld. Als ik zelf met een aanval buiten westen lig, hoe zou ik hem dan tegen kunnen houden? Mitja komt, al was het alleen maar uit razernij of omdat hij de zaak niet vertrouwt voor het geval ik ziek mocht zijn. Als ik in uw plaats geweest was, had ik er allang de brui aan gegeven … liever dan ooggetuige van deze hele affaire te moeten wezen. Uiteindelijk dient Ivan hem van antwoord: Morgen reis ik naar Moskou als je het weten wilt, morgen vroeg! Smerdjakov moet voor iets in de kelder zijn, valt van het bovenste traptreetje naar beneden en slaakt de schreeuw van een epilepticus die een toeval krijgt. 's Morgens had hij Fjodor nog verzekerd dat Groesjenka beslist zou komen en de kloptekens kende.

### Het overlijden van Starets Zosima
Starets Zosima zou niet lang meer leven. Voor zijn dood stuurt hij Aljosja de wereld in: Ga uit het klooster vandaan. Voorlopig is jouw plaats niet hier. Ik geef je mijn zegen mee voor een groot leven van dienstbaarheid in de wereld. Je zult ook moeten trouwen. Je zult nog alles moeten doormaken voordat je opnieuw kunt terugkeren. Christus is met je. Je zult veel leed aanschouwen en in dat leed gelukkig zijn. Zoek je geluk in het leed. Werk, werk zonder ophouden. Wees met je broers. En niet met een, maar met beide.
Uit zijn lijkkist begint een sterker wordende reuk van bederf op te stijgen. Het is een schandaleus nieuwtje. De eerste geruchten erover zijn nog gematigd, maar ze worden sterker en brutaler. Al spoedig begint men echter de plechtigheid te verstoren. Waar komt die lucht vandaan? God heeft vast een teken willen geven. Het is zo onnatuurlijk vroeg. Meteen regent het veroordelingen en beschuldigingen tegen de pas overleden starets. Hij verkondigde valse leerstellingen, volgde de mode in zijn geloof. Hij was te verlekkerd op eten en deed geen boete. Hij hield zichzelf voor een heilige, misbruikte het biechtgeheim. Vader Ferapont gaat het verst: Satan, verdwijn, Satan, verdwijn! Ik ban de duivel uit. Nu hebben de duivels zich bij jullie vermenigvuldigd als spinnen in de hoeken. En nu is hij zelf gaan stinken. Daarin zie ik een duidelijk teken van de Heer.
Aljosja loopt met snelle passen en in uiterste verwarring het kluizenaarsverblijf uit. Het is een van de zwaarste en fataalste dagen van zijn leven. Hij had de verwachting gekoesterd dat er zich wonderen zouden voordoen naar aanleiding van het overlijden van zijn starets. Maar nu wordt zijn hoger ideaal door het slijk gesleurd en te schande gemaakt, overgeleverd aan de boosaardige hoon van een lichtzinnige menigte. Waarom, zo vraagt hij zich nu af, liet God juist verstek gaan op het kritieke moment? De zachtmoedigheid verdwijnt uit zijn gezicht. Ik kom niet tegen mijn God in opstand, ik aanvaard alleen zijn wereld niet. Op bezoek bij Groesjenka: Ik kwam hierheen om mezelf in het verderf te storten, met graagte zelfs.
Terug in het klooster krijgt Aljosja een religieus visioen. De kamerwanden wijken en hij wordt uitgenodigd op de bruiloft in Kana. Starets Zosima komt hem tegemoet: Laten we de nieuwe wijn drinken, de wijn van de nieuwe, grote vreugde. Nu moet jij je taak beginnen! En zie je daar onze Zon, zie je Hem? Hij is bij ons aan komen zitten om Zich met ons te verheugen. Hij roept er voortdurend nieuwe gasten bij en dat tot in aller eeuwigheid. Aljosja strekt zijn armen uit en ontwaakt met een kreet. Hij voelt een vastheid en onverstoorbaarheid in zijn ziel neerdalen en staat op als een voor het ganse leven gestaalde strijder. Nooit, nooit meer zou Aljosja dit ogenblik kunnen vergeten.

### Helse tocht van Dmitri Karamazov
Groesjenka heeft een speciale betekenis voor Mitja. Met haar zou er terstond een ander leven aanbreken, een nieuw en deugdzaam leven. Het is een gevecht op leven en dood met het noodlot om het behoud van zijn ziel. Maar Mitja zit op zwart zaad nu de geldzendingen van zijn vader opgehouden zijn. Tien kopeken is alles wat er rest van zoveel jaren van vroegere welstand. Als Groesjenka voor hem zou kiezen, waar moest hij de geldelijke middelen vandaan halen? Zonder centen is alles verloren. Tegelijk wil hij Katerina haar drieduizend roebel ten koste van alles en eerst van al teruggeven. Als ze dat geld maar terugkreeg! Die schande drukt zwaar op zijn geweten.
Mitja vat het plan op om zijn erfenisrechten van minstens zesduizend roebel te versjacheren voor drieduizend. Hij stapt eerst naar de koopman Samsonov. Wij houden ons met dergelijke affaires niet op. Die stuurt hem door naar de houthandelaar Ljagavyj, een dronkaard waar niet mee viel te praten. Mitja beseft dat Samsonov hem flink heeft beet genomen. Zonder talmen haast hij zich regelrecht naar Groesjenka. Hij begeleidt haar naar Samsonov waar ze zo nodig geld moet gaan tellen. Mitja gaat naar Smerdjakov, maar door zijn ziekte zou er niemand op de uitkijk staan. Hij zou zelf beurtelings bij Fjodor en Samsonov waken. Ondertussen wil hij ook aan mevrouw Chochlakov zijn erfenisrechten verkopen. Ze raadt hem echter aan miljoenen te gaan verdienen in de Siberische goudmijnen. Op de terugweg loopt hij een bediende van Samsonov tegen het lijf die hem vertelt dat Groesjenka maar eventjes gebleven is. Thuis is ze ook niet; Mitja neemt achteloos een koperen stamper mee van de tafel.
Mitja vraagt zich af of ze misschien bij zijn vader zou uithangen. Hij tikt op het vensterglas het signaal dat Groesjenka er is. Fjodor opent het raam: Groesjenka, ben jij dat? Op dat moment komt de knecht Grigori iets controleren in de tuin, ziet het raam open staan en hoort iemand wegrennen. Hij zet de achtervolging in naar de omheining en klemt zich aan een been van de vluchteling vast. Vadermoordenaar! Mitja klopt hem neer met de stamper, veegt het bloed van zijn voorhoofd met een zakdoek en weet niet eens niet of hij nog leeft. Ten huize van Groesjenka verneemt hij voor het eerst dat ze naar een of andere officier toe is in Mokroje. Alles wordt hem nu duidelijk: de Poolse verleider van Groesjenka is gearriveerd. Een maand geleden had ze een brief gekregen dat hij zou komen. Hij was weduwnaar geworden en kwam uit Siberië terug om met haar te trouwen. Groesjenka kon hem niet weerstaan: Ben ik dan zo'n dweil dat ik meteen weer naar hem toe ren? Ik ga! Groesjenka is een nieuw leven binnengestormd.
Mitja haalt bij een ambtenaar zijn twee pistolen terug die hij drie uur daarvoor nog beleend heeft voor tien roebel. Nu heeft hij een heleboel geld in zijn hand. In de winkel doet hij grote aankopen, champagne en lekkere hapjes, net als de vorige keer. Hij wil naar Mokroje, naar dezelfde herberg waar hij nog geen maand tevoren met Groesjenka aan het fuiven was. Hij wil haar voor de laatste maal zien. Zijn laatste dag en zijn laatste uur doorbrengen in dit vertrek waar hij de koningin van zijn hart aanbeden had. Hij wil haar niet aan haar minnaar betwisten. Laat mij mijn liefde hier tot het einde toe beleven, alleen maar die vijf uren tot de morgen. Ik ga wel opzij, ik wil je geen last aandoen, leef jij maar verder mijn schat. Op zijn afscheidsbriefje: Ik straf mijzelf voor heel mijn leven, ik voltrek een straf aan mijn hele leven! Morgen zou hij zich van kant maken, maar eerst nog een keer de bloemetjes buiten zetten. Ik wil muziek hebben, lawaai en feestgedruis. Laat de joden komen met cimbalen en violen, trommel de meisjes op.
In Mokroje voelt Mitja snel aan dat het niet klikt tussen Groesjenka en haar Pool. Hij is er blijkbaar alleen maar op uit om geld te plukken van Groesjenka en lijkt niet meer op de man die ze vroeger gekend had. Daar heb ik me nu vijf jaar het leven om zuur gemaakt, idioot die ik ben. Daar heb ik nu vijf jaar lang tranen voor vergoten. Ik hield immers van hem. Mitja probeert hem uit te kopen om meteen en voor altijd op te hoepelen. De Pool sluit zich op in zijn slaapkamer. Het daverende feest dat vervolgens op gang komt, heeft veel weg van een orgie. Een zaal vol zingende en dansende meisjes. Groesjenka zoekt toenadering tot Mitja: Ik houd van dat onbezonnen slag mensen zoals jij. Hij heeft weer een bestaansreden op deze aarde. Ze grijpt hem met beide handen bij de schouders en hij begint haar onstuimig te kussen. Voortaan zal ik je slavin zijn voor heel het leven. Trouw zal ik je blijven, je slavin zijn en voor je werken. Nadat hij haar heeft neergevlijd op het bed, komen de gerechtelijke instanties hem arresteren om vijf uur in de morgen. U wordt beschuldigd van de moord op uw vader, Fjodor Pavlovitsj Karamazov.De snelheid van de arrestatie kwam voort uit de kaartavond bij de politiecommissaris. Daar was de top van justitie en politie verenigd hetgeen tot pijlsnelle actie leidde. Mitja erkent de mishandeling van Grigori en is heel blij dat hij niet dood blijkt te zijn.

## Rechtszaak tegen Dmitri Karamazov
Fjodor Karamazov blijkt inderdaad die avond in zijn eigen huis te zijn vermoord en beroofd. Zijn schedel is ingeslagen en er ligt een lege envelop zonder drieduizend roebel op de grond. Alle verdenkingen wijzen in de richting van Dmitri Karamazov. Het aantal bezwarende verklaringen neemt alsmaar toe. Zo had hij hardop zitten opscheppen dat hij zijn vader zou vermoorden. Een maand lang had hij het van de daken geschreeuwd. Zijn grote mond had hem telkens in de problemen gebracht, maar nu blijft hij hardnekkig volhouden: Ik ben onschuldig aan het bloed van mijn vader. Ik heb het niet gedaan! Hij kan wel geen enkel controleerbaar feit aanbrengen. Heeft Mitja zijn vader vermoord? Hoe kwam hij opeens aan al dat geld? Had knecht Grigori de klap overleefd? Wie was de echte opdrachtgever van de moord?
Twee maanden later begint de rechtszaak tegen Dmitri Karamazov. De kardinale vraag luidt: Is hij schuldig aan moord met voorbedachten rade met als motief roof? De vrouwen willen zien hoe de adellijke Katerina en de helleveeg Groesjenka elkaar in de haren vliegen voor de ogen van hun geliefde; de mannen kijken uit naar het duel tussen procureur Kirillovitsj en de befaamde advocaat Fetjoekovitsj. Het publiek krijgt waar voor zijn geld. De schuldigen ontliopen hun verdiende straf niet, al is het maar omdat ze overrompeld worden door verpletterende schuldgevoelens. Het voorgevoel van Aljosja blijkt juist te zijn: God zal overwinnen!

### Requisitoir van procureur Kirillovitsj
Procureur Kirillovitsj wil oprecht de maatschappij redden. Zijn optreden is tevens zijn  zwanenzwang, want binnen 1 jaar is hij dood. Tegenover deze schokkende verschijnselen van losbandigheid en zedelijk verval toont de maatschappij een routineuze onverschilligheid. We wenden voor diep geschokt te zijn, terwijl we juist verlekkerd zijn op dit schouwspel, als liefhebbers van straffe en buitenissige emoties. Het wil me voorkomen dat het beeld van deze familie bepaalde algemene grondtrekken vertoont van onze hedendaagse ontwikkelde bevolkingslaag. Onze beklagenswaardige samenleving waarvan velen het cynisme en het moreel bederf vrezen.

### Het pleidooi van advocaat Fetjoekovitsj
Advocaat Fetjoekovitsj weet de getuigen à charge te grillen en ze uit het lood te slaan. Hij speelt zijn advocatentrucs uit.
Uiteindelijk acht de advocaat uit Sint-Petersburg noch de roof van de 3000 roebel noch de moord overtuigend bewezen.
Saillant detail is dat de beroemde advocaat voor een laag vast honorarium van 3000 roebel de verdediging op zich heeft genomen. Het bedrag wordt evenredig betaald door Ivan, Aleksei en Katerina. Laatstgenoemde getuigt dat Dmitri nog 1500 roebel over had van de 3000 die zij hem had geleend. Eerder in Sint-Petersburg had Dmitri haar 5000 roebel gegeven om haar vader de schande van een verduistering te besparen. Maar nadat Ivan ten tonele is verschenen en 3000 roebel via de parketwacht aan de rechtbank president overhandigt draait zij 180 graden. Ivan beschuldigt de dode Smerdjakov van de diefstal en de moord. Hij wordt als een zieke hystericus afgevoerd. Katerina getuigt dat Ivan inderdaad zwaar ziek is geworden door de moord en volgens de door haar uit Moskou ontboden arts volkomen ontoerekeningsvatbaar is. Maar 1 dag voor de moord had zij  een handgeschreven brief van Dmitri gekregen hoe hij zijn vader zou vermoorden en het geld zou stelen. Katerina stelt de brief ter beschikking van de rechtbank. Maar de mede door haarzelf betaalde advocaat ziet haar optreden als dat van een volkomen onbetrouwbare draaiende getuige.

### Jury
De jury bestaat uit vier lagere ambtenaren, twee kooplieden en zes boeren en kleine middenstanders. Totaal twaalf man. In de rechtszaal hopen de vrouwen op vrijspraak en de mannen op strenge straffen. De advocaat is overtuigd van vrijspraak. De juryleden oordelen na 1 uur beraad alle aanklachten bewezen. Uiteindelijk wordt de straf bepaald op twintig jaar dwangarbeid in Siberië.

## Aljosja krijgt het laatste woord
Spoedig zou Aljosja deze stad verlaten, misschien wel voor zeer lange tijd. Hij stemt desgevraagd door Katerina in met een vluchtpoging van zijn oudste broer naar Amerika. Bovendien weet hij haar te bewegen in de gevangenis Dmitri te bezoeken. Vervolgens houdt hij zich bezig met de begrafenis van een jongetje dat hij verzoend had met zijn kameraden alvorens het kind overleed aan zijn ziekte.
De begrafenis wordt een ontroerend moment van saamhorigheid. Aljosja spreekt ten slotte: De best denkbare opvoeding is misschien wel zo'n heerlijke, geheiligde herinnering die je aan je kindertijd bewaart. Als een mens op zijn levensweg vele van zulke herinneringen mee kan krijgen, dan is die mens voor zijn hele leven gered. Misschien zal deze ene herinnering hem zelfs afhouden van een verschrikkelijk kwaad. Vanaf nu, vrienden, zijn jullie me allemaal even dierbaar, ik sluit jullie allemaal in mijn hart. Wees niet bang voor het leven. Het leven is zo mooi, als je iets doet wat mooi en rechtvaardig is! En we zullen ons dode vriendje altijd gedenken!

## Theologische beschouwingen van starets Zosima
Dostojevski heeft met de ideeën van starets Zosima het evangelie willen weergeven. Voor hem sluiten ze aan bij de woorden van Jezus Christus. Zosima benadrukte het belang van de Bijbel. De mens moet schuld en berouw voelen voor zijn zonden en zondaars niet beoordelen of straffen, maar beminnen. Als je iedereen bemint in een universele liefde, zal de broederschap van alle mensen aanbreken. Zosima gelooft er rotsvast in dat er een moment zal komen dat God Rusland zal redden.

### De mens is zondig
Volgens Zosima verziekt de mens de aarde alleen al door zijn aanwezigheid en laat hij een spoor van verrotting achter. De mens geniet nu eenmaal van de val en de schande van een rechtvaardige. Monniken zijn niet heiliger dan de wereldlingen. Door monnik te worden erkent hij dat hij erger is dan alle wereldlingen, erger dan alles en iedereen op aarde. Zelf is hij slechter dan wie ook.

### Schuld en berouw
Als er iets de zondaar in een ander mens verandert, is het de wet van Christus, het schuldbewustzijn van het eigen geweten. Iedereen is schuldig jegens alles en iedereen, ook buiten de eigen zonden om. Maak je verantwoordelijk voor alle zonden der mensen. Je zult inzien dat je inderdaad schuldig staat tegenover alles en iedereen. De monnik draagt schuld tegenover alle mensen, schuld aan alle menselijke zonden. Deze erkenning is de kroon op de weg van de monnik en van elk ander mensenkind. Zorg jij nu maar voor voortdurend berouw. Heb oprecht berouw. Laat ieder zijn hart bewaken en onophoudelijk zijn zonden aan zichzelf bekennen. De zondaar kan alleen zijn schuld erkennen tegenover de kerk en niet tegenover de staat.
Er bestaat geen zonde op de hele wereld die God niet zou vergeven aan hem die werkelijk berouw voelt. En er is geen mens die zo'n grote zonde kan bedrijven, dat hij daarmee Gods eindeloze liefde zou kunnen uitputten. God heeft je lief met al je zonden erbij en zelfs in je zonde.

### Niet oordelen, niet straffen
Bedenk vooral dat je niemands rechter kunt zijn. Je moet inzien dat je net zo'n misdadiger bent als degene die voor je staat. Lijd in plaats van hem en laat hem zonder verwijt gaan. Dan zal de misdadiger zichzelf nog onverbiddelijker veroordelen dan je zelf gekund had. Als hij je goedheid met spot beloont, betekent dat dat zijn tijd nog niet gekomen is, maar komen zal die tijd. Dien hem stilzwijgend en nederig zonder ooit de hoop te verliezen. Al die verbanningen en dwangarbeid verbeteren geen mens, ze schrikken ook nagenoeg geen enkele misdadiger af. Bij zijn terugkeer in de maatschappij is hij met haat vervuld. De kerk, als een tedere en liefhebbende moeder, onthoudt zich van het opleggen van straffen.

### Bemin de zondaars
Het hart van starets Zosima hecht zich bij voorkeur aan de grootste zondaar en wie het meest heeft gezondigd, is hem het allerliefst. De kerk probeert de volledige christelijke gemeenschap met de misdadiger in stand te houden. Ze neemt de uitgestotenen terug en lijft ze weer bij zich in. De kerk verbreekt de gemeenschap met de misdadiger nooit. Voor haar is hij nog steeds een dierbare zoon. Ze stoot niemand uit, maar omringt hem met vaderlijke zorgen. Er moet toch iemand zijn bij wie hij terechtkan met zijn leed. De burgerlijke wet verwerpt hem, stoot hem uit en is onverschillig en ongeïnteresseerd voor wat er met haar broeder gebeurt. Wees niet bang voor de zonden van de mensen. Heb de mensen ook in hun zonden lief; op aarde is het de hoogste vorm van liefde. Er zijn van die ontzettende wezens die zich volslagen hebben overgeleverd aan de Satan. Deze onverzoenlijke zondaars zullen eeuwig branden in het vuur van hun toorn en smachten naar de dood en het niet-zijn. Maar de dood zal hun niet geworden.

### Universele liefde
Gij zult de hele wereld beminnen in één grote alomvattende liefde. De liefde is een opvoedende kracht van de hoogste orde. Terloops kan iedereen weleens wat liefde opbrengen, maar onze liefde moet duurzaam zijn. Heb alles en iedereen lief. Het is een grote gave van God die niet aan de velen, maar aan de uitverkorenen is geschonken. Beproef alles om uw naasten metterdaad en zonder aflaten lief te hebben. Kom tot volkomen zelfverloochening in de liefde van uw naasten. Als je berouw voelt, dan heb je lief. Als je lief hebt, dan ben je al een kind van God. Door de liefde wordt alles vrijgekocht, alles gered. De liefde is zo'n kostbare schat, dat je er de hele wereld mee kunt vrijkopen. Besluit altijd tot liefde en niet tot geweld. Liefde in nederigheid is een geduchte kracht waartegen niets bestand is. Op het ogenblik dat u met ontzetting zult zien dat u ondanks al uw inspanning uw doel niets naderbij gekomen bent, maar er integendeel zelfs verder vandaan bent, zult u uw doel ineens bereikt hebben. Dan zal ons hart worden geroerd door eindeloze, universele en onverzadigbare liefde. Het leven is één grote vreugde. Wie van de mensen houdt, houdt ook van hun vreugde; dat was een van zijn kerngedachten. De hel is een lijden dat voortkomt uit het onvermogen om nog lief te kunnen hebben. Dit geestelijk lijden kan men van de mens niet wegnemen.

### De broederschap aller mensen
De grote eenwording is komende, de broederschap aller mensen. Iedereen moet werkelijk ieders broeder worden, er moet een werkelijke broederschap aanbreken. Als de hele gemeenschap tot kerk geworden zou zijn, zou de kerk een corrigerende invloed op de zondaar hebben. De misdrijven zouden in onwaarschijnlijk grote mate teruglopen. Het is wachten tot ze van een heidense samenleving verandert in één ondeelbare en alom heersende kerk. De menselijke verbondenheid tussen alle Russen zal te zijner tijd tot stand komen, als de mens er geen behoefte meer aan heeft om zijn gelijken ondergeschikt aan zich te maken en zijn medemens wil dienen.

### God zal Rusland redden
Vooral in de laatste tijd verheerlijkt deze wereld het begrip vrijheid: 'Heb je behoeften, bevredig ze dan.' De mens is verslaafd aan zijn zelfgeschapen behoeften. De huidige genoegens zijn vraatzucht, overspel, ijdel vertoon en nijd. Het zedelijk bederf woekert zelfs zichtbaar voort van dag tot dag. Onder de rijken leidt het tot vereenzaming en geestelijke zelfmoord en bij de armen tot afgunst en moord. Men leeft dan slechts om elkaar de ogen uit te kunnen steken, voor wellust en opschepperij. Het komt uit de hogere standen voort, maar ook het volk is verloederd door drankmisbruik, het kan gewoon niet meer zonder. Het volk is verdoold en onmachtig zich aan de vuile zonde te onttrekken. De mens gelooft niet meer in menselijke solidariteit en zal door een periode van vereenzaming heen moeten. Iedereen streeft er tegenwoordig naar zich van de anderen los te maken. Het is onnatuurlijk dat de een zich van de ander losmaakt. Geloof niet in een dergelijke eenwording van de mensheid.
Hoe anders is het pad van de monniken. Zij kappen alle onnodige behoeften af en hebben een grootse taak te verrichten. De redding van Rusland zal misschien nog eens komen van de kant van de monniken. Zij bewaren in hun afzondering het beeld van Christus in de zuiverheid van Gods waarheid. Zij zullen dit beeld tonen aan de wankele waarheid van deze wereld. Waak over het hart en het geloof van het volk. De redding zal uit het volk voortkomen. De starets is altijd getroffen geweest door de eigenwaarde van zijn grote volk. Hoe armer en onaanzienlijker de Rus is, des te meer valt die prachtige waarachtigheid in hem op. Wees een lichtbaken op andermans pad.
Dan zal het teken van de Mensenzoon aan de hemel verschijnen. Het beeld van Christus zal eenmaal als een kostbaar juweel schitteren voor de hele wereld. De rijkaard zal zich schamen voor zijn rijkdom en de arme zal het met genegenheid vergelden. De starets gelooft dat dat te gebeuren staat en dat het niet lang meer zal duren. Er zullen spoedig andere tijden aanbreken. God zal Rusland redden.
Anders staat het met de hogere standen. Ze denken een rechtvaardige samenleving, gebaseerd op het zuivere verstand, te kunnen opbouwen waarin geen plaats in voor Christus. Het zijn alleen de simpelste zielen die daarin geloven. De ongelovige activist kan bij ons in Rusland niets bereiken, zelfs al is hij oprecht van hart en geniaal van verstand. Door Christus overboord te gooien zullen zij de wereld in een bloedbad storten. Als de belofte van Christus er niet was, zouden wij elkaar tot de laatste man toe uitroeien.

### Een onwankelbaar geloof
Ons mysterieus besef stelt ons in staat in contact te treden met een andere, hogere en verhevener wereld en ons gedachteleven wortelt niet in de aarde maar in die andere werelden. Geloof tot het einde al zou je als enige gelovige overblijven. Het mensengeslacht aanvaardt zijn profeten niet en mishandelt hen. Twijfel niet aan de kracht van het hemelse licht; blijf geloven dat zij later gered zullen worden. Zoek nooit een beloning, want je bezit reeds de grootste beloning die je op aarde kunt krijgen: de geestelijke vreugde die alleen de rechtvaardige weet te verwerven.

## Sociale betrokkenheid van de schrijver
De sociale betrokkenheid van Dostojevski komt aan bod wanneer hij kindermishandeling, drankmisbruik, lijfeigenschap, wetteloosheid, ordeloosheid en gebrek aan adequate instellingen in Rusland aanklaagt. Advocaten, dokters en psychologen worden over de hekel gehaald.
Ivan Karamazov: Ik wil je nogmaals met nadruk verzekeren dat deze zucht tot het mishandelen van kinderen, maar dan ook alleen van kinderen, een speciale eigenschap van heel wat mensen is. Tegen alle andere vertegenwoordigers van de menselijke soort gedragen deze zelfde beulen zich juist voorkomend en zachtmoedig zoals dat ontwikkelde en humane Europeanen betaamt, maar ze doen niets liever dan kinderen kwellen en in die zin houden ze zelfs van die kinderen. Het is juist de weerloosheid van die wezentjes die deze kwellinggeesten aantrekt, het engelachtige vertrouwen van een kind dat geen enkele kant uit kan en bij niemand anders zijn toevlucht kan zoeken. Dat is nu precies wat het bloed van zo'n weerzinwekkende onmens in vuur en vlam zet.
Kolja Krasotkin, een jonge ondeugende socialist: U zult het toch wel met me eens wezen dat bijvoorbeeld het christendom altijd twee handen op een buik gespeeld heeft met de rijken en aanzienlijken om de lagere klassen in slavernij te houden, nietwaar?
De duivel in een visioen aan Ivan Karamazov: En dan hebben dokters nog de loffelijke gewoonte om je naar allerlei specialisten door te sturen. Als je neus zeer doet, dan sturen ze je naar Parijs: daar zit namelijk een specialist van Europese reputatie, die neuzen geneest. Je komt in Parijs, hij kijkt je neus na en hij zegt: ik kan alleen maar uw rechter neusgat genezen, want linker neusgaten zijn mijn specialiteit niet. Gaat u maar naar Wenen, daar zit een specialist, die zich helemaal op de therapie van het linker neusgat heeft toegelegd.

## Karakterschetsen
De meeste personages leven op en over de rand van de zenuwinzinking en krankzinnigheid. Het zijn rusteloze en chaotische naturen, het ene moment hysterisch en woest, het andere moment aanhankelijk en poeslief. Hun wisselende stemmingen zijn onberekenbaar, geen zelfbeheersing of standvastigheid. Steeds jaloers, bezitterig en heerszuchtig. Vanbinnen laaghartig en kwaadaardig, vanbuiten hoogmoedig. Eerst grote besluiten nemen en dan stilletjes op hun stappen terugkeren. Of een grote beslissing in iemand anders handen leggen; die moet dan maar beslissen. Het tegenovergestelde zeggen van hoe het echt gebeurd is, van wat ze echt willen. Gemeenheden uithalen en zich later verschrikkelijk schuldig voelen. Ze haten alles en iedereen, heel Rusland, inclusief zichzelf, maar hun passies zijn hartstochtelijk wild. Het zijn op elkaar verliefde vijanden. Het stadje was één groot roddelkot waar ze dol waren op geruchten. Een doolhof om volkomen in te verdwalen.
Liza Chochlakov, de 14-jarige vriendin van Aljosja, voegde er nog aan toe: Iedereen voelt zich aangetrokken tot de misdaad en niet alleen maar bij momenten, maar altijd. Weet u, de mensen hebben eens onderling afgesproken om daar niet voor uit te komen en sindsdien liegen ze allemaal of het gedrukt staat. Iedereen zegt dat hij het kwade haat, maar innerlijk zijn ze er allemaal gek op.

## Vertalingen
De eerste Nederlandse vertaling verscheen in 1913. In 1932 verscheen de "onverkorte vertaling uit het Russisch" door dr. A. Kosloff. In 1958 kwam Jan van der Eng met De gebroeders Karamazov. Marko Fondse publiceerde in 1970 zijn vertaling onder dezelfde titel. De meest recente vertaling, van Arthur Langeveld verscheen in 2006 bij uitgeverij Van Oorschot te Amsterdam als De broers Karamazov. Zij droeg in aanzienlijke mate bij tot de toekenning, aan Langeveld, van de Martinus Nijhoffprijs voor vertalingen in het jaar daarop.